# American Repertory Theater
L'American Repertory Theatre (A.R.T.) est un théâtre professionnel à but non lucratif situé à Cambridge, dans le Massachusetts. 

## Histoire
Fondé en 1980 par Robert Brustein, l'ART est connu pour son engagement envers les nouvelles pièces de théâtre américaines et les explorations musico-théâtrales, ainsi qu'aux œuvres négligées du passé et aux textes classiques établis réinterprétés de manière rafraîchissante. Au cours des trente dernières années, il a remporté de nombreux prix parmi les plus distingués du pays, notamment un prix Pulitzer (1982), un Tony Award (1986) et un Jujamcyn Award (1985). En décembre 2002, l'ART a reçu le prix pour réalisation exceptionnelle de la Conférence nationale du théâtre et, en mai 2003, il a été nommé l'un des trois meilleurs théâtres du pays par Time Magazine. L'ART est hébergé au Loeb Drama Center de l'Université Harvard. L'ART abrite l'Institute for Advanced Theater Training de l'Université Harvard et le Harvard-Radcliffe Dramatic Club. C'est aussi le théâtre des premières productions de Big River de Mark Twain qui remporta sept Tony Awards.

## Dramaturges et réalisateurs
L'ART a présenté des productions américaines et mondiales. Au fil des ans, il s'agit d'œuvres de Robert Auletta, Robert Brustein, Anton Tchekhov, Don DeLillo, Keith Dewhurst, Christopher Durang, Elizabeth Egloff, Peter Feibleman, Jules Feiffer, Dario Fo, Carlos Fuentes, Larry Gelbart, Leslie Glass, Philip Glass, Stuart Greenman, William Hauptman, Allan Havis, Milan Kundera, Mark Leib, Gideon Lester, David Lodge, Carol K. Mack, David Mamet, Charles L. Mee, Roger Miller, John Moran, Robert Moran, Heiner Müller, Marsha Norman, Han Ong, Amanda Palmer, David Rabe, Franca Rame, Adam Rapp, Keith Reddin, Ronald Ribman, Paula Vogel, Derek Walcott, Naomi Wallace et Robert Wilson. 
L'ART a également engagé nombre de metteurs en scène de renommée mondiale, dont JoAnne Akalaitis, Andrei Belgrader, Anne Bogart, Steven Bogart, Lee Breuer, Robert Brustein, Liviu Ciulei, Ron Daniels, Liz Diamond, Joe Dowling, Michael Engler, Alvin Epstein, Ifeoma Fafunwa, Dario Fo, Richard Foreman, David Gordon, Adrian Hall, Richard Jones, Michael Kahn, Jerome Kilty, Krystian Lupa, John Madden, David Mamet, Des McAnuff, Jonathan Miller, Tom Moore, David Rabe, François Rochaix, Robert Scanlan, János Szász, Peter Sellars, Andrei Şerban, Sxip Shirey, Susan Sontag, Marcus Stern, Slobodan Unkovski, Les Waters, David Wheeler, Frederick Wiseman, Robert Wilson, Robert Woodruff, Steven Mitchell Wright, Yuri Yeremin, Francesca Zambello et Scott Zigler.